# Orde dels Mínims
L'Orde dels Mínims (en llatí Ordo Minimorum) és un orde mendicant catòlic fundat per sant Francesc de Paula entre el 1435 i 1444. Els seus frares posposen al seu nom les sigles O.M.

## Història
Francesc de Paula s'havia retirat a fer vida eremítica a la rodalia de Pàola (Calàbria). Cap al 1435, va admetre la companyia de dos deixebles, amb els quals va començar a viure en comunitat. De mica en mica, més gent s'hi volgué afegir, i va haver de construir-se un monestir i una església que albergués aquest grup. No obstant això, estudis recents endarreixen la data de fundació formal de l'orde. Baldassare de Gutrossi, enviat per la cúria a l'eremitori de Paola, tingué un paper important en la formació d'una comunitat cenobítica.
La comunitat nascuda prengué el nom d'Eremites de fra Francesc de Paula i aviat va estendre's a nous convents a Paterno Calabro (Calàbria, 1444), Spezzano, Corigliano Calabro i Milazzo (Sicília, 1469). En 1470, l'arquebisbe de Cosenza, Pirro Caracciolo, els atorgà l'aprovació diocesana amb la constitució Decet Nos, col·locant la congregació sota jurisdicció directa de la Santa Seu, a la qual cosa Sixt IV va donar la confirmació en 1474.
La regla va ésser aprovada per Alexandre VI en 1493, amb la butlla Meritis religiosae vitae, donant llavors a la comunitat el nom d'Orde dels Mínims. La regla es modificà en 1501 i 1502, i la versió definitiva, en deu capítols, fou aprovada en 1506. L'estil de vida que prescriu és d'extrem rigor, amb abstinència perpètua (vita quadragesimalis o "vida quaresmal", amb total abstinència de carn, llevat de malaltia greu i per prescripció mèdica) i una gran austeritat.
L'Orde va començar a difondre's per Itàlia i el mateix Francesc de Paula la va introduir a França en 1483, on els frares van ésser coneguts com a Bons hommes, per l'apel·latiu que el rei francès donava al fundador, "bonhomme". Arribà a Espanya en 1492 (a Castella se'ls conegué com a Pares de la Victòria, per la predicció de la conquesta de Màlaga que va fer el sant) i a Alemanya en 1497, on són anomenats Paulaner. En 1567 Pius V els va convertir en orde mendicant amb la butlla Apostolicae Sedis benignitas.
Bernat Boïl, que havia estat superior dels ermitans de Montserrat, introduí l'orde a la Corona d'Aragó en 1493. El 1835 foren secularitzats i abandonats tots els convents.
Van tenir una gran difusió a França durant els segles xvii i XVIII, i s'establiren també al Perú. Després de la Revolució francesa va començar un brusc declivi. Després de les supressions dels ordes religiosos a França, Espanya i Itàlia, l'orde va començar a refer-se durant el segle xx. A la segona meitat del segle xx arribà a Hispanoamèrica i Brasil.

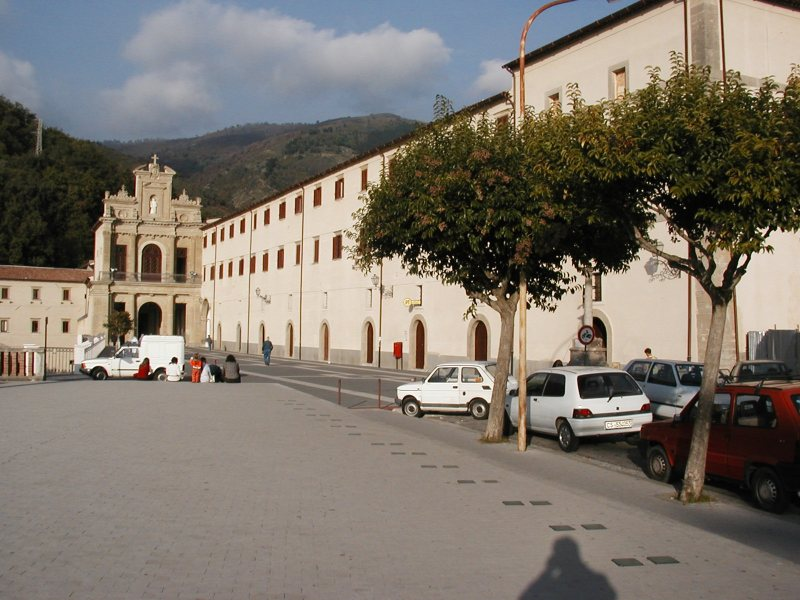
Santuari de San Francesco di Paola, a Paola
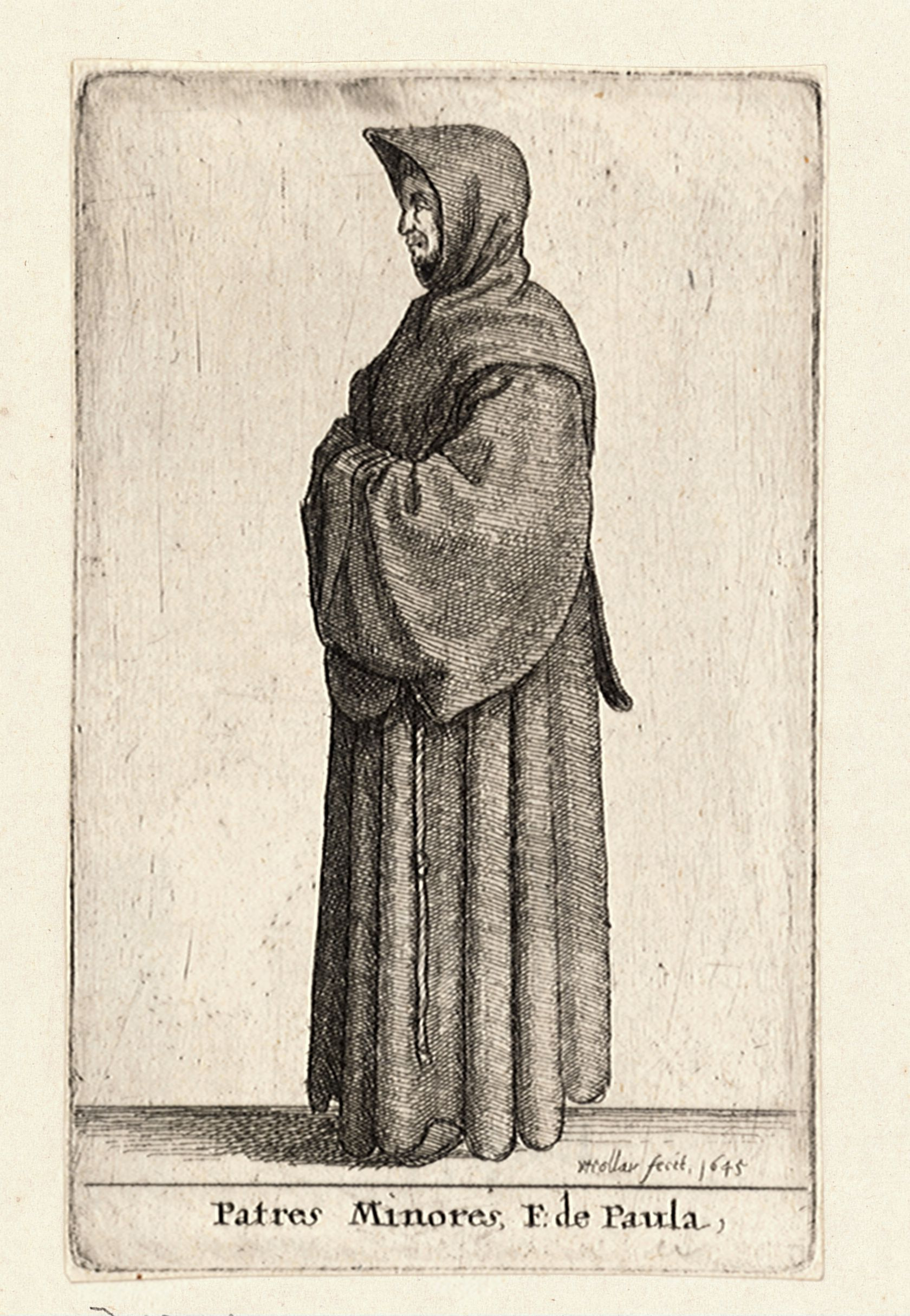
Gravat amb un frare mínim, s. XVII
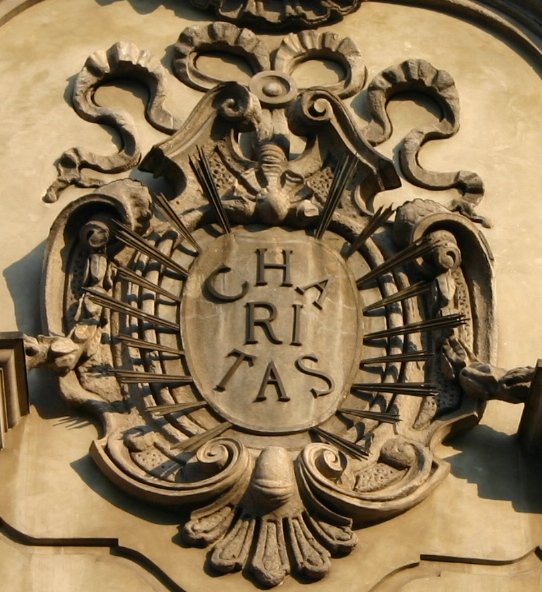
Emblema dels Mínims a la façana de S. Francesco de Paola (Milà), s. XVII
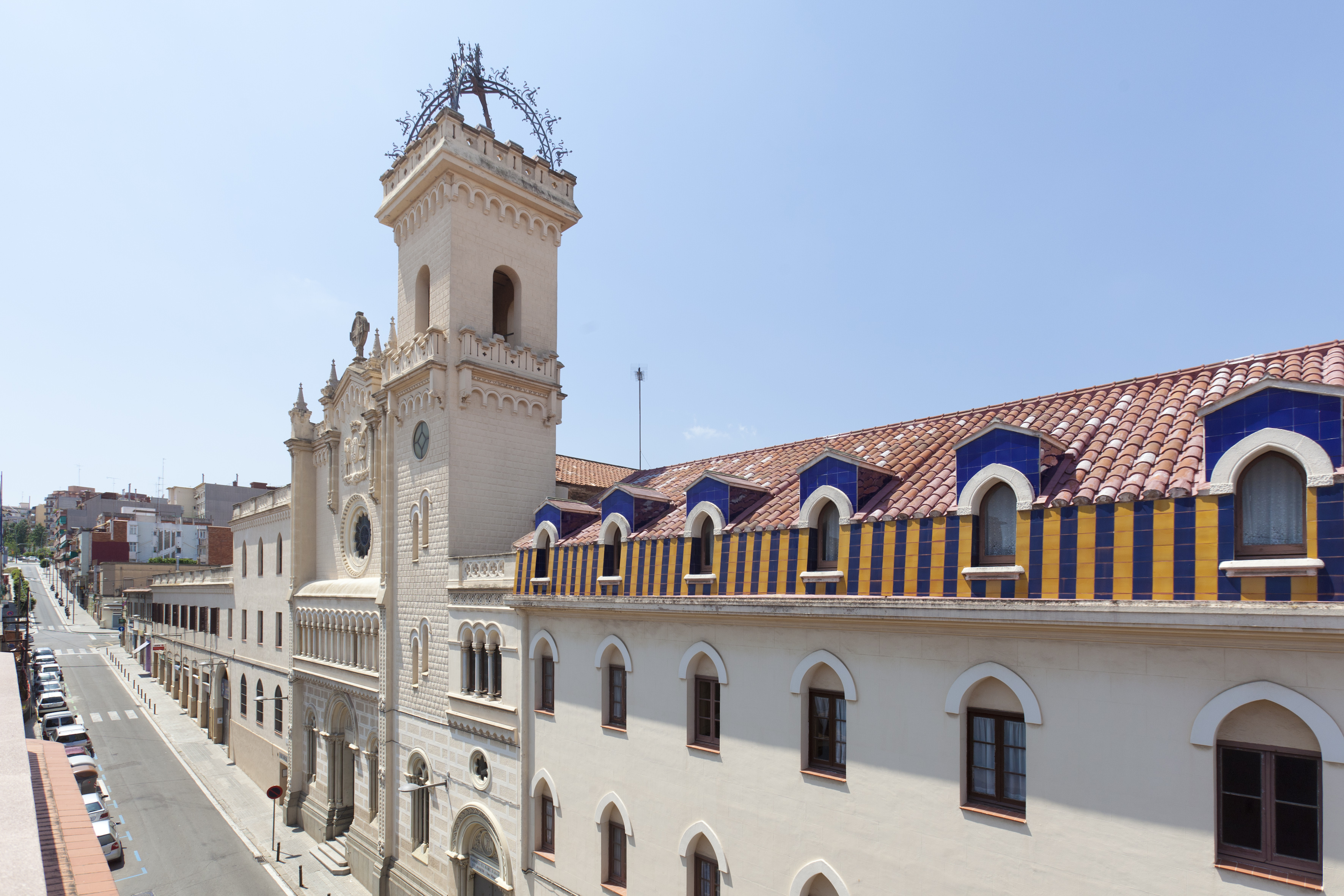
Convent dels mínims de Barcelona, parròquia de Santa Elisabet d'Aragó (Guinardó)

## Actualitat i difusió
El nom deriva de l'extrema humilitat del seu fundador i que ell volia que fos característica dels frares de l'orde, essent "els més petits de tots els religiosos", remarcant-ne la subjecció a la voluntat de Déu i al servei dels més necessitats, abandonant qualsevol afirmació o satisfacció personal. El lema de l'orde, Charitas, transmet aquesta idea, ja que es tradueix tant per "caritat" o com per "amor".
El mínim reconeix la seva fragilitat i imperfecció i que només coneixent-se a si mateix pot tenir intercanvis positius per a la resta de persones i per a ell mateix. D'aquí la necessitat del retir, la meditació i la pregària. A banda de la contemplació, els mínims treballen en l'apostolat de l'oració, la predicació i l'ensenyament. Al final del 2005, l'orde tenia 44 convents i 180 frares, 105 dels quals són sacerdots.